# Paralimnophila subfuscata
Paralimnophila subfuscata är en tvåvingeart som först beskrevs av Alexander 1921.  Paralimnophila subfuscata ingår i släktet Paralimnophila och familjen småharkrankar. Inga underarter finns listade i Catalogue of Life.